# Parque José Batlle y Ordóñez

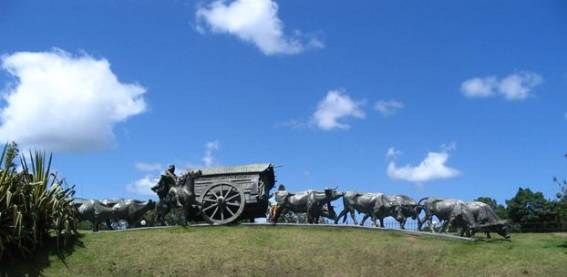
Monumento La Carreta no Parque Batlle.

O Parque José Batlle y Ordóñez, conhecido como Parque Batlle, é um parque da cidade de Montevidéu, no Uruguai. Está localizado no bairro com esse nome.
É nomeado em homenagem ao presidente José Batlle y Ordóñez. Anteriormente era conhecido como "Parque de los Aliados".

## Características
O Parque Batlle é um complexo esportivo e recreativo, o maior e mais importante da capital uruguaia. Abriga três estádios de futebol: o Estádio Centenario, o Estádio Parque Palermo e o Estádio Luis Méndez Piana, além de diversos campos de futebol de 5 e infantil. Conta ainda com outras instalações esportivas: a Pista de Atletismo Darwin Piñeyrúa, o Velódromo Municipal, o Clube Uruguaio de Tiro e o Instituto Superior de Educação Física. O parque é um local ideal para caminhadas, trilhas ou exercícios, enquanto se desfruta do ar fresco proporcionado pela área arborizada. Perto do Estádio Centenário encontra-se o monumento La Carreta, obra de José Belloni.

## História
No final da avenida principal de Montevidéu, no início do século XX, havia uma área ainda selvagem, irregular e escura conhecida como Campo Pereira, porque Dom Antonio Gabriel Pablo Nereo Pereira y Vidal (1838-1906) havia doado 11 hectares ali para a construção de um parque. Pereira era dono do extenso campo, que os moradores locais também conheciam como Campo Chivero, porque as cabras eram levadas para lá para pastar.
Don Antonio Pereira faleceu em 7 de fevereiro de 1906. Embora seus herdeiros fossem seus sobrinhos, Julio Pereira e Dolores Pereira de Rossell, ele deixou parte de sua propriedade para o Município em seu testamento, que foi usada para adquirir novos terrenos para formar um grande parque.
O arquiteto e paisagista francês Carlos Thays, com a colaboração de seu colega e conterrâneo Carlos Racine, projetou para Montevidéu o Parque Central, criado por lei em março de 1907, que começou a ser alargado (por meio de desapropriações) e embelezado em 1911. Também foram planejados amplos bulevares e avenidas; destaca-se, em especial, o anel viário que leva o nome do médico Américo Ricaldoni.
No final da Primeira Guerra Mundial, o Parque Central foi renomeado para Parque dos Aliados, em homenagem às nações aliadas vitoriosas. As desapropriações continuaram até que a área atual atingiu 60 hectares.
Após a morte, em 1929, de José Batlle y Ordóñez, que havia impulsionado as leis que criaram a Comissão Nacional de Educação Física e os jogos desportivos, entre outros, em 5 de maio de 1930, o Parque dos Aliados passou a se chamar Parque Batlle y Ordóñez, nome que mantém até hoje.